# Потвориці
Потвориці (словац. Potvorice) — село, громада округу Нове Место-над-Вагом, Тренчинський край. Кадастрова площа громади — 4.04 км².
Населення 676 осіб (станом на 31 грудня 2020 року).

## Історія
Потвориці згадується 1263 року.

## Населення
| Рік:            | 1994. | 2004.   | 2014.   | 2024.    |
| --------------- | ----- | ------- | ------- | -------- |
| Кількість осіб: | 528   | 561     | 609     | 714      |
| Різниця:        |       | +6,25 % | +8,55 % | +17,24 % |

| Рік:            | 2023. | 2024.   |
| --------------- | ----- | ------- |
| Кількість осіб: | 707   | 714     |
| Різниця:        |       | +0,99 % |